# Chehalis
 Ovo je glavno značenje pojma Chehalis. Za druga značenja pogledajte Chehalis (rijeka).
Chehalis, kolektivno ime za nekoliko plemena Salishan Indijanaca nastanjenih u zapadnom Washingtonu, poglavito oko Geays Harbora i duž Chehalis Rivera. Njihovi potomci danas žive na rezervatu Chehalis pod imenom Confederated Tribes of the Chehalis, koja obuhvaća plemena Hoquiam, Hooshkal, Humptulips, Klimmin, Nooskhom, Satsop, Wynooche i Wishkah rezervat se nalazi u okrugu Thurston, s populacijom od 832 (1998)

## Ime
Ime Chehalis dolazi po imenu sela koje se nalazilo na ušću rijeke Chehalis u Grays Harbor, i čije se ime prevodi kao “shining sands.” Ostali nazivi za njih bili su Atchixe'lish, koje su im dali Calapooya Indijanci; Ilga't, od plemena Nestucca i Staq-tûbe, Indijanci Puyallup. 

## Plemena
Chehalisi se granaju na dvije glavne grane, to su: 
- Upper Chehalis s plemenom Kwaiailk (i ogrankom Cloquallum) i  Satsop Indijancima koji govore upper Chehalis, ali žive na teritoriju Lower Chehalisa;  i
- Lower Chehalis s plemenima Chiklisilkh,  Copalis, Hoquiam, Hooshkal, Humptulips, Kishkallen, Klimmim, Klumaitumsh, Nickomin, Nooachhummilh, Noohooultch, Nookalthu, Noosiatsks, Nooskoh, Wynoochee i Wishkah.

## Sela
- Chehalis (Gibbs, 1877), na južnoj strani Grays Harbor blizu Westporta, ovaj teritorij nekada je pripadao plemenu Chinook.
- Chiklisilkh (Gibbs), na Point Leadbetter, Willapa Bay, nekad je kraj bio anseljen plemenom Chinook.
- Hlakwun (Curtis, 1907-9), blizu Willapa na rijeci Willapa River, kraj je nekada pripadao plemenu Chinook.
- Kaulhlak (Curtis), na Palux River, nekad Chinook teritorij.
- Klumaitumsh (Gibbs i Boas), nekadašnja banda i selo na južnoj strani Grays Harbora.
- Nai'yasap (Curtis), Willapa River, nekadašnje područje plemena Chinook.
- Nickomin (Swan 1857,  Boas), na North Riveru utječe u Willapa Bay, nekadašnje područje Chinooka.
- Noohooultch (Gibbs), na jugu Grays Harbora.
- Noosiatsks (Gibbs), on the south side of Grays Harbor.
- Nooskoh (Gibbs), kod Whishkah Rivera.
- Qyan (Gairdner, 1841),  Grays Harbor.
- Talal (Gibbs), na Ford's Prairie na rijeci Chehalis blizu Centralie.
- Willapa, na Willapa River.

Sela koja su nekada pripadala Chinookima, a posklije naseljena Chehalisima: Hwa'hots, Nutskwethlso'k, Quela'ptonlilt, Quer'quelin, Tske'lsos. 

## Povijest
Chehalisi u području rijeke Chehalis žive stoljećima prije dolaska prvih bijelaca. Prvi susret s bijelom rasom imaju 1755. kada ih susreću Bruno de Hezeta i Juan Francisco de la Bodega y Quadra. Mears ih posjećuje 1788, a Lewis i Clark 1805. Utemeljenjem Astorije (1811) ovaj kraj privući će bijelog čovjeka pa će ih uskoro pogoditi i dvije epidemije boginja, prva 1824. i druga 1829. godine, te već sljedeće 1830. i epidemija malarije. Rezervat Chehalis utemeljen je 1864. Dio ih kao Shoalwater Bay živi na Shoalwater Bay Rezervatu.

## Etnografija
Njihova stalna zimska naselja bila su tijekom zimskih mjeseci neprekidno naseljena, a sastojala su se od kuća izgrađenih od cedrovih dasaka, i okrenute prema vodi. Rijeke i ocean bili su za njih nepresušan izvor prehrane, posebice losos, kalifornijska pastrva i jegulja, te razne vrste rakova. Rijeke su glavne prometnice a kanui glavne prijevozna i transportna sredstva. 
Dvije glavne skupine Chehalisa, Lower i Upper, naseljavali su kraj između Grays Harbora i Chehalisa, i govorila su s dva posebna jezika. Plemena Copalis, Wynoochee i Humptulips, glavna su među Lower Chehalisima. Satsop Indijanci, politički pripadaju Donjim Chehalisima ali njihov jezik je različit, te su zasigurno porijeklom od Upper Chehalisa, pa tako i srodni Indijancima Kwaiailk. Donji Chehalisi orijentirani su oceanu i ribolovu, te trgovina sušenim ribljim proizvodima. U svojem ribolovu služe se mrežama, branama, vršama i harpunama. 
Plemena Upper Chehalisa imaju ekonomiju koja se temelji na riječnom ribolovu, a teritiorij im počinje od Cloquallum Creeka. Sami sebe nazivali su Quaya. Uz ribu kopali su jestivo korijenje i sakupljali bobice u planinama.

## Vanjske poveznice
- Chehalis  Arhivirana inačica izvorne stranice od 27. lipnja 2007. (Wayback Machine)